# آشپزی عراقی
آشپزی عراقی یک آشپزی خاورمیانه‌ای است که ریشه‌های آن به فرهنگ خاور نزدیک باستان در هلال حاصلخیز برمی‌گردد. لوح‌های سفالی که در خرابه‌های باستانی عراق پیدا شده‌اند، نشان‌دهنده دستورهای غذایی هستند که در معابد در طول جشن‌های مذهبی تهیه می‌شدند—اولین کتاب‌های آشپزی در جهان است. فرهنگ باستانی عراق به هنر آشپزی نیز گسترش یافته بود.
آشپزی عراقی در عصر طلایی اسلامی به اوج خود رسید، زمانی که بغداد پایتخت خلافت عباسی (۷۵۰–۱۲۵۸ میلادی) بود.
در شمال عراق، انار به دلمه اضافه می‌شود. در جنوب عراق، ماهی یک غذای اصلی است. مرکز کشور به خاطر غذاهای برنجی و شیرینی‌هایش شناخته می‌شود.
از نظر کشاورزی، عراق به بین‌النهرین باستان برمی‌گردد، که گندم و محصولاتی که به سرما نیاز دارند مانند سیب و میوه‌های هسته‌دار را کشت می‌کند. بین‌النهرین پایین برنج و جو، مرکبات را می‌کارد و عراق به‌عنوان یکی از بزرگ‌ترین تولیدکنندگان خرما در جهان را بر عهده دارد.
مصرف گوشت خوک برای مسلمانان در عراق طبق شریعت اسلام، قانون اسلامی، ممنوع است.

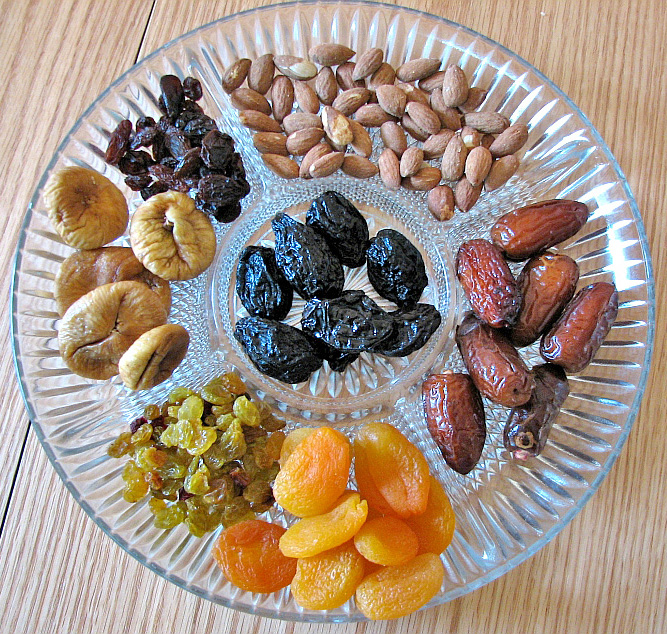
خرما، زردآلو، انجیر و آلو خشک برای تهیه میوه‌های خشک فرآوری می‌شوند

## تاریخچه
باستان‌شناسان شواهدی از کاوش‌ها در جرمو، در شمال شرقی عراق پیدا کرده‌اند که نشان می‌دهد پسته به‌عنوان یک غذای رایج از سال ۶۷۵۰ قبل از میلاد وجود داشته است. در میان متون باستانی کشف‌شده در بین‌النهرین، یک فرهنگ لغت دو زبانه سومری-اکدی وجود دارد، که به خط خط میخی بر روی ۲۴ لوح سنگی در حدود ۱۹۰۰ قبل از میلاد نوشته شده است. این فرهنگ لغت اصطلاحات مربوط به بیش از ۸۰۰ نوع غذای مختلف و نوشیدنی را در دو زبان باستانی عراقی فهرست می‌کند. در این فهرست ۲۰ نوع مختلف پنیر، بیش از ۱۰۰ نوع سوپ و ۳۰۰ نوع نان وجود دارد که هر کدام با مواد، پرکننده، شکل یا اندازه متفاوت تهیه می‌شوند.
قدیمی‌ترین دستورهای غذایی جهان در بین‌النهرین، که امروزه به عنوان عراق باستان شناخته می‌شود، در لوح‌های میخی نوشته شده‌اند. یکی از سه لوح خاک رس کاوش‌شده که در ۱۷۰۰ قبل از میلاد در بابل نوشته شده است، ۵۰ مایل (۸۰ کیلومتر) جنوب بغداد کنونی، شامل ۲۴ دستور پخت خورشت با گوشت و سبزیجات است، که با تره، پیاز، سیر و ادویه‌ها و گیاهانی مانند کاسیا، زیره، گشنیز، نعناع و شوید طعم‌دار شده است. خورش همچنان یکی از غذاهای اصلی در آشپزی باقی مانده است. دستورهای عراقی قرون وسطی و آشپزی مدرن عراقی به این موضوع گواهی می‌دهند.

## مواد تشکیل دهنده

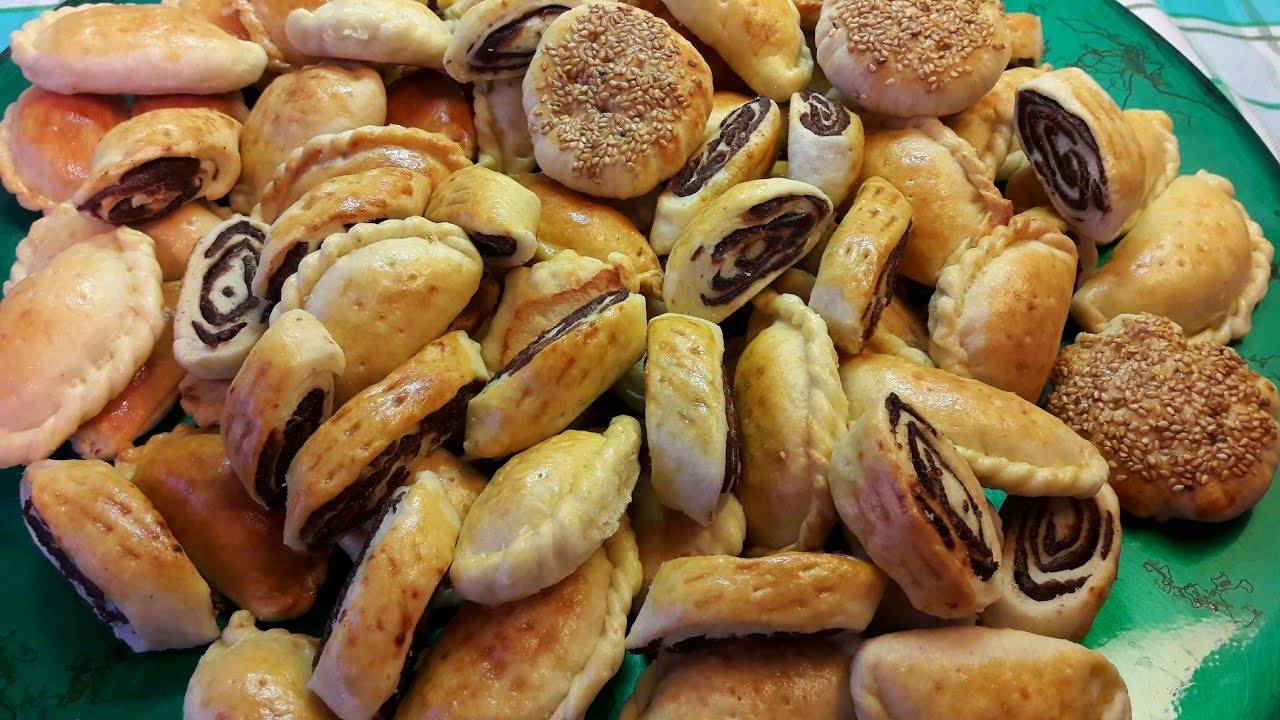
کلیجه (کلوچه) گاهی کلوچه ملی عراق محسوب می‌شود و در اعیاد مذهبی سرو می‌شود.

برخی از مواد تشکیل دهنده غذاهای عراقی عبارتند از:
- سبزیجاتی مانند بادمجان، گوجه فرنگی، شلغم، لوبیا، موسیر، بامیه، پیاز، عدس، شاهی، سیب‌زمینی، کلم، کدو سبز (کدو سبز)، اسفناج، کاهو، تره‌فرنگی، کنگر فرنگی، سیر، فلفل دلمه‌ای و فلفل چیلی.
- غلات شامل برنج، بلغور گندم و جو.
- حبوبات و بقولات مانند عدس، نخود، لوبیا سبز، باقلا سبز و لوبیا کانلینی.
- میوه‌ها شامل زیتون، خرما، کشمش، زردآلو، آلو، انجیر، انگور، خربزه، انار، سیب، گیلاس، به و مرکبات - پرتقال، لیمو و لیموترش.
- پنیرهایی مانند بلدی، فتا و هالومی.
- گیاهان و ادویه‌ها شامل دارچین، هل، گشنیز، شنبلیله، زیره، پونه کوهی، نعناع، ترخون، آویشن، زعفران، لیمو عمانی، سنا، شوید، زردچوبه، بهارات، ادویه، سماق و زعتر.
- آجیل و دانه‌هایی مانند کنجد، پسته، بادام، گردو، فندق و دانه کاج.

از دیگر مواد ضروری آشپزی عراقی می‌توان به روغن زیتون، روغن کنجد، تمر هندی، ورمیشل، ارده، عسل، شیره خرما، ماست و گلاب اشاره کرد.
گوشت بره محبوب‌ترین نوع گوشت است، اما مرغ، گوشت گاو، گوشت بز و ماهی نیز مصرف می‌شوند. بیشتر غذاها با برنج سرو می‌شوند—معمولاً تمن انبار، برنجی زرد و بسیار معطر و دانه‌بلند که در منطقه میانه فرات کشت می‌شود.
بلغور گندم در بسیاری از غذاها استفاده می‌شود و از زمان آشوریان باستان به‌عنوان یک غذای اصلی در کشور شناخته شده است. نان تخت یک غذای اصلی است که با انواع سس‌ها، پنیرها، زیتون‌ها و مرباها در هر وعده غذایی سرو می‌شود.

## غذاهای رایج

### مزه
وعده‌های غذایی با پیش‌غذاها و سالادها شروع می‌شوند که به آن‌ها مزه گفته می‌شود. مزه مجموعه‌ای از پیش‌غذاها یا غذاهای کوچک است که معمولاً با نوشیدنی‌هایی مانند مشروبات الکلی طعم‌دار با انیسه مانند آراک، اوزو، راکی، سامبوکا، پاستیس یا انواع مختلفی از شراب‌ها سرو می‌شود. این نوع سرو غذا مشابه تاپاس در اسپانیا یا غذای انگشتی است.
مزا ممکن است شامل موارد زیر باشد:

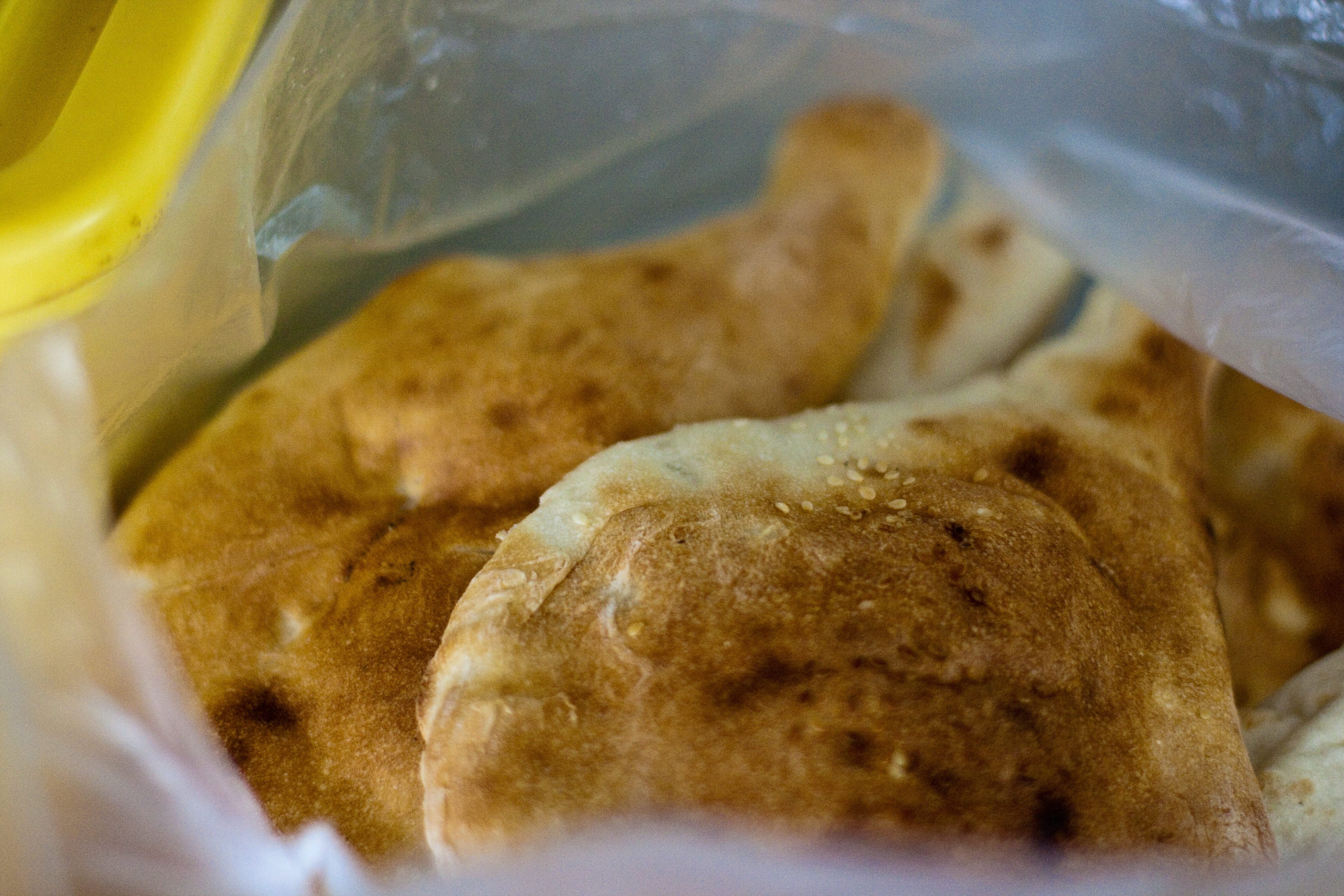
سامون، نوعی نان عراقی

- سالاد سماق عراقی، یک سالاد عراقی معمولی با اضافه کردن دانه‌های سماق.[۱۳]
- بیتینجان مقلی، یک غذا که معمولاً سرد سرو می‌شود و شامل بادمجان سرخ‌کرده با ارده، کاهو، جعفری و گوجه‌فرنگی است که با سماق تزئین شده و بر روی نان پیتا یا نان برش‌خورده، معمولاً گریل‌شده یا تست‌شده، سرو می‌شود. انواع مختلف آن شامل فلفل دلمه‌ای یا سس سیر و لیمو است.
- فتوش، سالادی که از چندین سبزی باغی و تکه‌های نان پیتا تست‌شده یا سرخ‌شده تهیه می‌شود.
- تبوله، یک سالاد که معمولاً به عنوان بخشی از مزه استفاده می‌شود. مواد اصلی آن شامل جعفری ریز خردشده، بلغور، نعناع، گوجه‌فرنگی، پیازچه و دیگر گیاهان با آب لیمو، روغن زیتون و ادویه‌های مختلف است که معمولاً شامل فلفل سیاه و گاهی دارچین و ادویه‌جات دیگر می‌شود.
- ترشی، سبزیجات ترشی‌شده در آشپزی بسیاری از کشورهای بالکان و خاورمیانه. این یک پیش‌غذای سنتی، مزه برای راکی، اوزو، تسیپورو و راکیا است.

### دیپ‌ها
- بابا غنوش، غذایی از بادمجان پخته شده (بادمجان) له شده و مخلوط با چاشنی‌های مختلف.
- حمص، نوعی سس یا غذای تهیه شده از نخود پخته و له شده، مخلوط با ارده، روغن زیتون، آبلیمو، نمک و سیر.
- جاجیک، یک پیش‌غذا است که به عنوان سس برای کباب شیشلیک و دونر نیز استفاده می‌شود. جاجیک از ماست چکیده (معمولاً شیر گوسفند یا شیر بز در یونان و ترکیه) با خیار، سیر، نمک، معمولاً روغن زیتون، فلفل، شوید، گاهی آبلیمو و جعفری یا نعناع اضافه می‌شود. خیارها یا پوره شده و از صافی رد می‌شوند، یا تخم‌هایشان گرفته شده و ریز خرد می‌شوند. روغن زیتون، زیتون و گیاهان معطر اغلب به عنوان چاشنی استفاده می‌شوند.

### سوپ‌ها و خورش‌ها
خورشت‌های مختلفی که بر روی برنج سرو می‌شوند، بخش عمده‌ای از آشپزی عراقی را تشکیل می‌دهند.
- فاسولیا یابسا (خورشت لوبیا سفید عراقی)، که شامل گوشت لطیف بره یا گوساله، لوبیا سفید (که به آن لوبیای کنلینی نیز گفته می‌شود)، سس گوجه‌فرنگی و برنج است.[۱۴]
- فاسولیا، سوپی از لوبیا سفید خشک، روغن زیتون و سبزیجات.
- هریسه، مشابه کشکک، یک فرنی که از مرغ پخته و بدون استخوان و گندم خیس‌خورده و درشت آسیاب‌شده تهیه می‌شود.
- کباب، غذایی که شامل گوشت‌های کبابی یا گریل‌شده بر روی سیخ یا چوب است.[۱۵] رایج‌ترین کباب‌ها شامل گوشت بره و گوساله هستند، اگرچه برخی از آن‌ها از مرغ یا ماهی استفاده می‌کنند.
- سوپ عدس، ممکن است گیاهی یا شامل گوشت باشد و می‌تواند از عدس‌های قهوه‌ای، قرمز، زرد یا سیاه، با یا بدون پوست تهیه شود.
- مقلوبه، یک کسرول برنج و بادمجان که به صورت معکوس تهیه می‌شود، به همین دلیل نام آن به معنی «معکوس» است. گاهی با گل‌کلم سرخ‌شده به جای بادمجان تهیه می‌شود و معمولاً شامل گوشت—اغلب بره پخته شده—است.[۱۶]
- مرگات بامیه یا به سادگی بامیه، خورشتی است که با بامیه و مکعب‌های گوشت بره یا گوساله در سس گوجه‌فرنگی تهیه می‌شود.[۱۷]
- مرگات بیتینجان، یک غذای بادمجانی از بالکان و خاورمیانه. تمام نسخه‌ها عمدتاً بر اساس بادمجان سرخ‌شده و گوجه‌فرنگی هستند و معمولاً با گوشت چرخ‌کرده تهیه می‌شوند.
- مسگف آماده

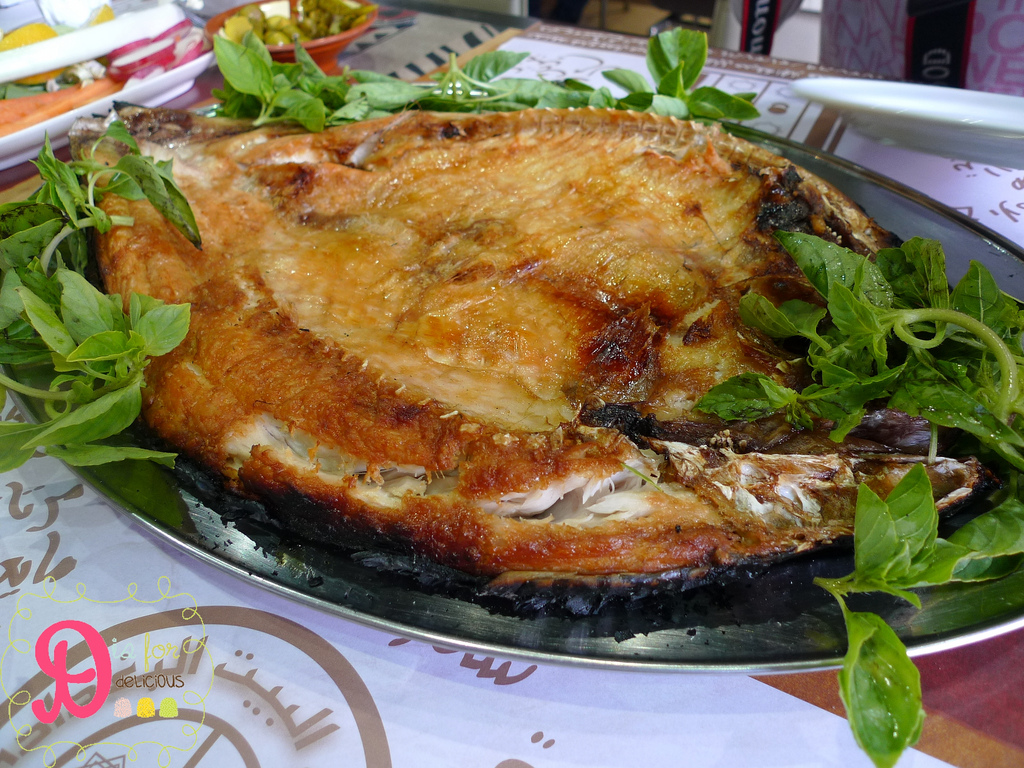
مسگف آماده

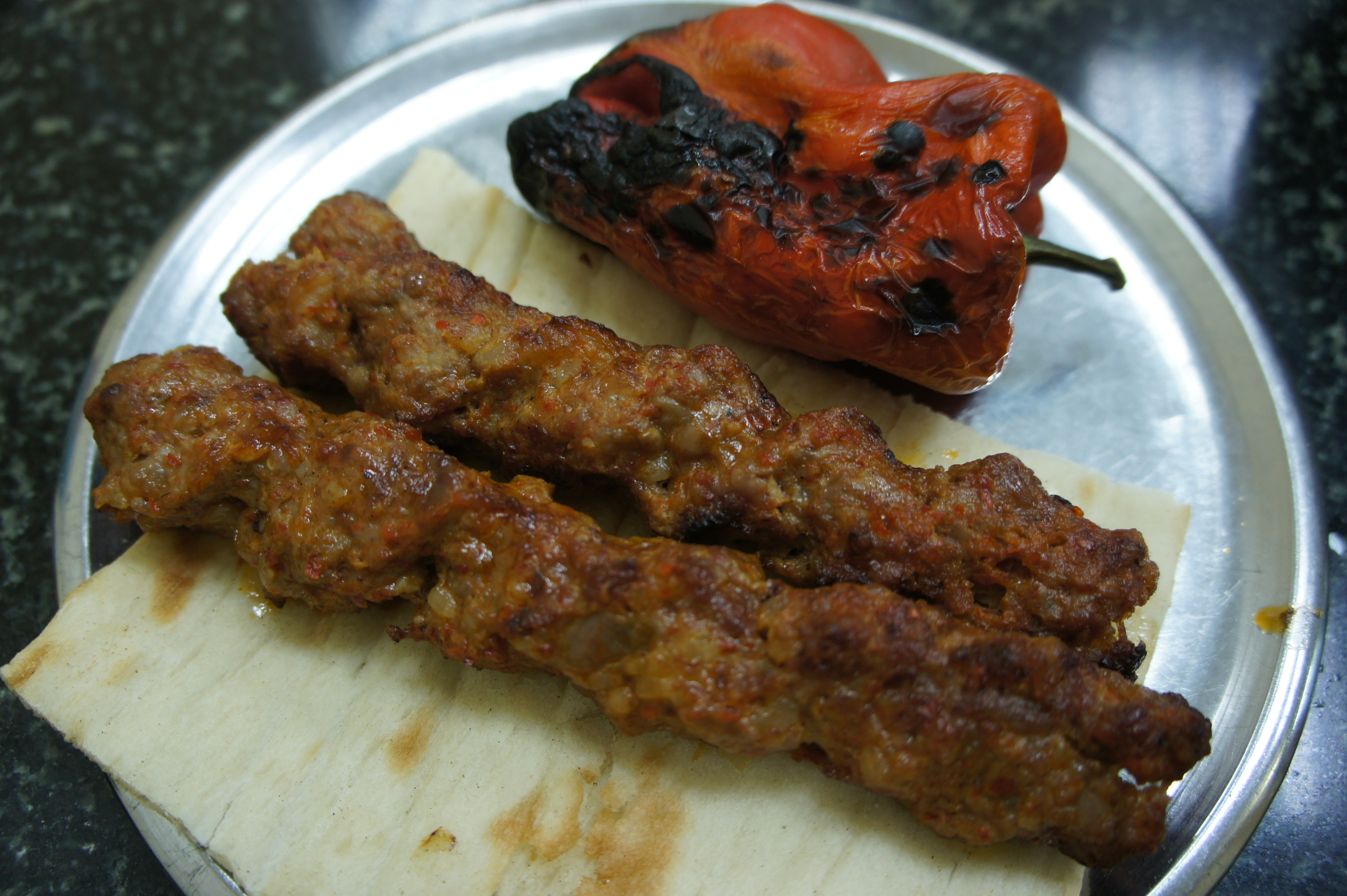
کباب عراقی که معمولاً با خبز یا سمون سرو می‌شود

- مسگوف، یک غذای سنتی بین‌النهرینی که با ماهی از دجله تهیه می‌شود.[۱۵][۱۸] این ماهی آب شیرین، به صورت باز کبابی می‌شود و ساعت‌ها پس از مزه‌دار شدن با روغن زیتون، نمک، زردچوبه و تمرهندی کبابی می‌شود و پوست آن حفظ می‌شود. تزئینات سنتی برای ماسگوف شامل لیمو، پیاز و گوجه‌فرنگی خردشده و همچنین نان‌های تخت کوره‌ای است که در عراق و بیشتر خاورمیانه رایج است.
- سوپ انار، که در عراق شوربت رمان نامیده می‌شود. این سوپ از آب و دانه‌های انار، نخود زرد، گوشت چرخ‌کرده، برگ‌های نعناع، ادویه‌ها و دیگر مواد تشکیل می‌شود.[۱۹]
- قیمه، خورشت گوشت چرخ‌کرده، گوجه‌فرنگی و نخود، که با برنج سرو می‌شود. به‌طور سنتی در مراسم سالانه عاشورا در جنوب عراق تهیه می‌شود و همچنین می‌تواند در مراسم‌های تدفین، عروسی و غیره سرو شود. نام قیمه یک واژه باستانی اکدی به معنی «خرد شده به‌خوبی» است.[۲۰]

- قوزی، بره کبابی شکم پر.

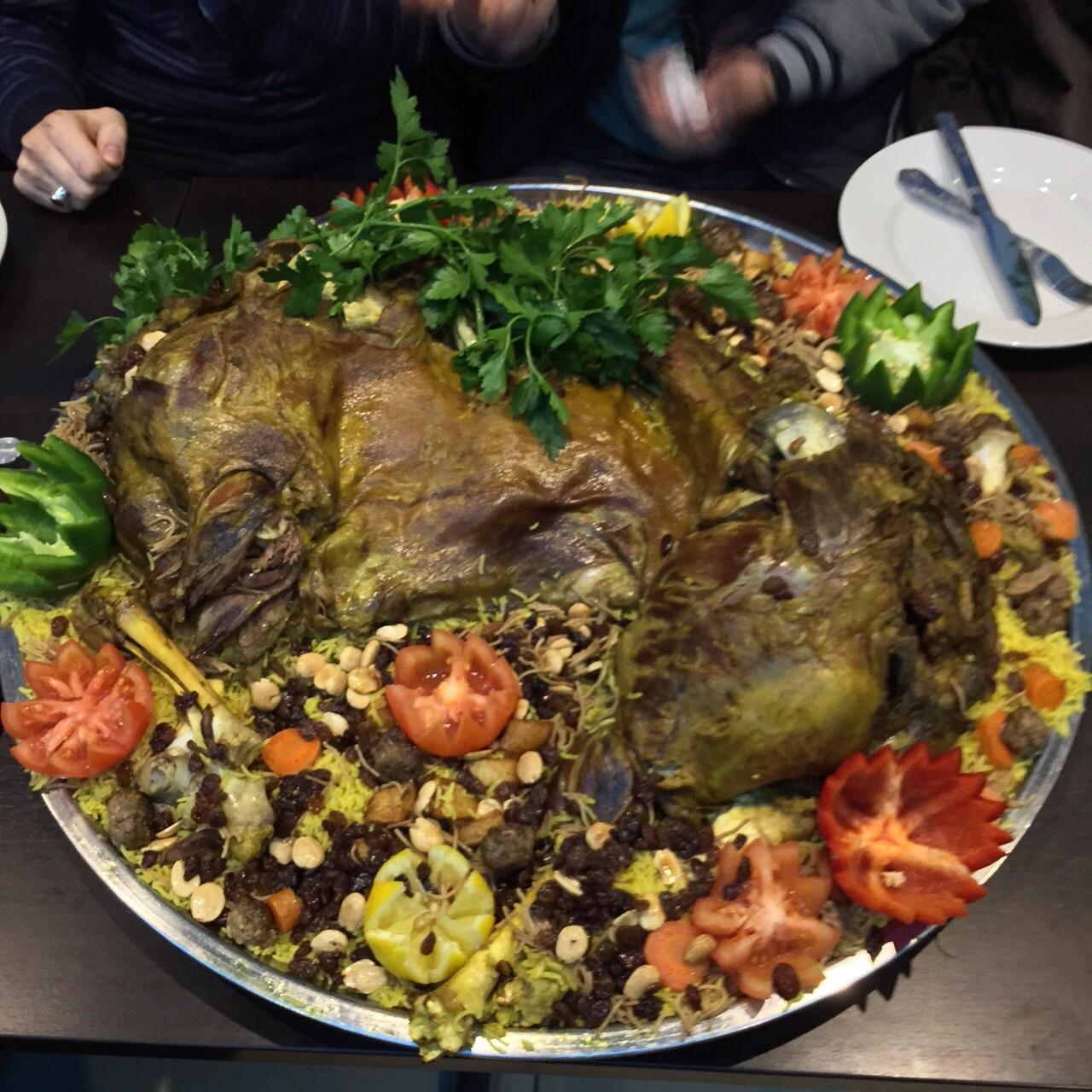
قوزی

- هیکاکه پوسته نازکی از برنج کمی قهوه‌ای شده است که در ته‌دیگ پخت قرار می‌گیرد.

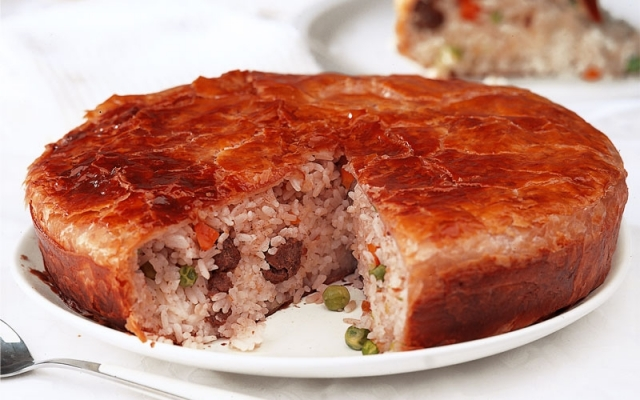
یک بشقاب پردا بلاو

- تشریب، سوپی که با گوشت بره یا مرغ با یا بدون گوجه فرنگی درست می‌شود و با نان عراقی خورده می‌شود؛ نان را تکه‌تکه می‌کنند و سوپ را در یک کاسه بزرگ می‌ریزند.

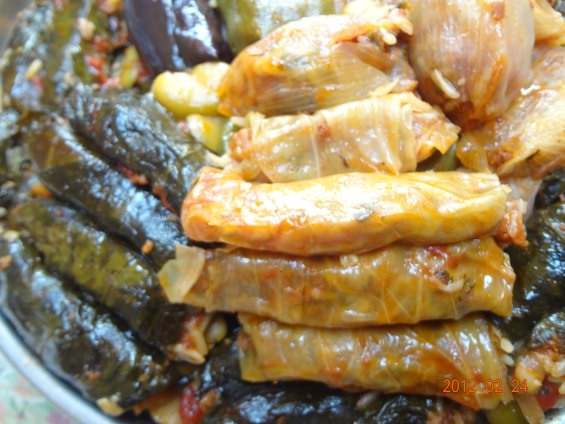
دلمه عراقی

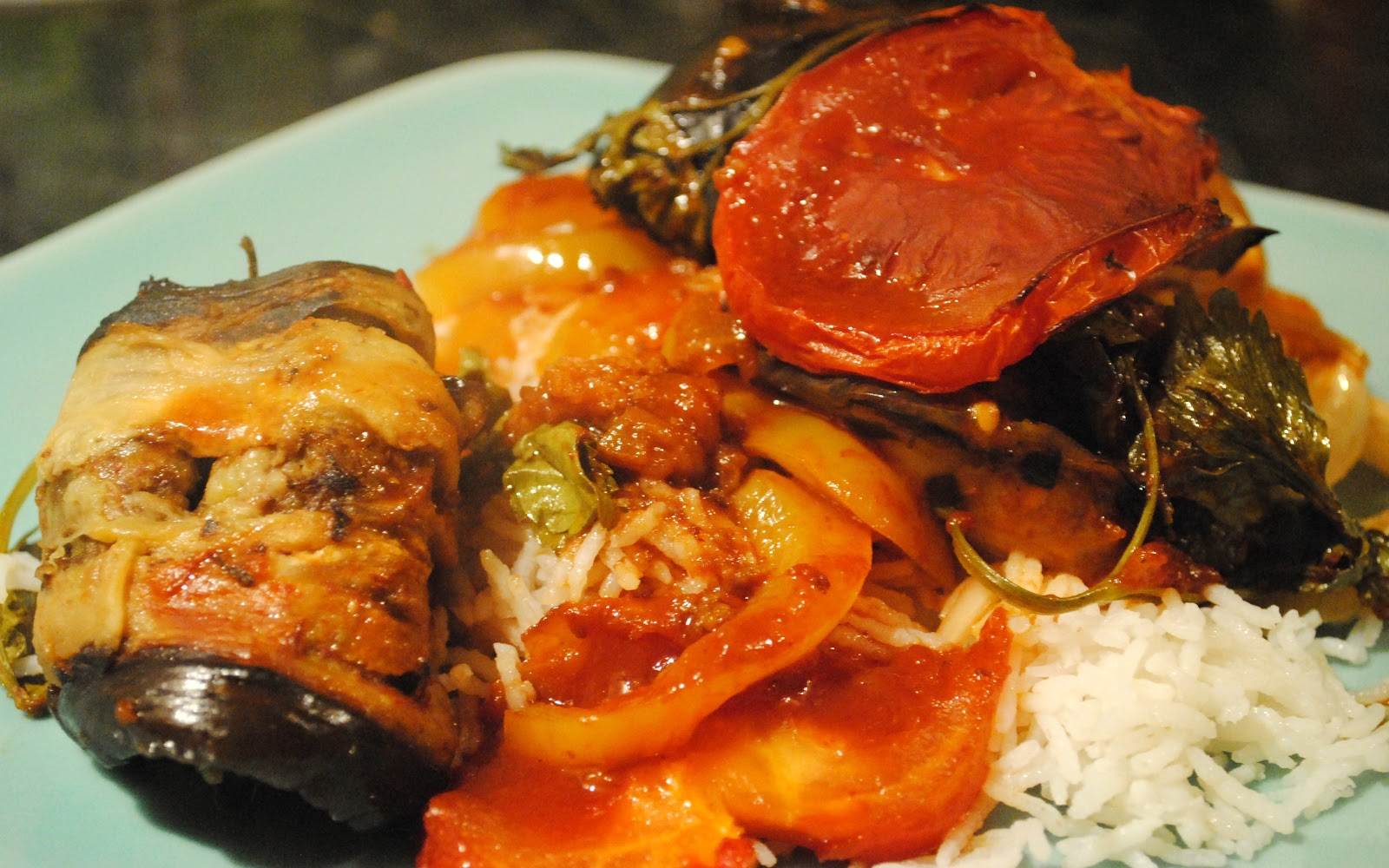
تپسی بایتینیجان

- تپسی بایتینیجان، یک کاسرول عراقی. ماده اصلی این غذا بادمجان است که قبل از قرار دادن در ظرف پخت، برش داده شده و سرخ می‌شود، همراه با تکه‌های گوشت بره/گاو/گوساله و/یا کوفته قلقلی، به علاوه گوجه فرنگی، پیاز و سیر.

برش‌های سیب‌زمینی روی مخلوط قرار داده شده و غذا پخته می‌شود. مانند بسیاری از غذاهای عراقی دیگر، این غذا معمولاً با برنج، سالاد و ترشی سرو می‌گردد.

### کوفته‌ها و کوفته‌های قلقلی
- دلمه (سارما)، خانواده‌ای از غذاهای سبزیجات شکم‌پر. دلمه برگ انگور رایج است. معمولاً از کدو سبز، بادمجان، گوجه فرنگی و فلفل به عنوان مواد داخل آن استفاده می‌شود. مواد داخل آن ممکن است شامل گوشت باشد یا نباشد.
- فلافل، یک توپ یا کتلت سرخ شده است که از نخود یا باقلای ادویه‌دار تهیه می‌شود. فلافل که اصالتاً مصری است، نوعی فست فود رایج در خاورمیانه است که در آنجا به عنوان نوعی مزه نیز سرو می‌شود و بیشتر با سامون، سالاد و معمولاً آمبا (چاشنی) به عنوان سس خورده می‌شود.
- کوفته، خانواده‌ای از غذاهای کوفته‌ای یا گوشت قلقلی در آشپزی خاورمیانه، هند و بالکان. در ساده‌ترین شکل، کوفته‌ها از گلوله‌های گوشت چرخ‌کرده یا چرخ‌کرده - معمولاً گوشت گاو یا بره - مخلوط با ادویه یا پیاز تشکیل می‌شوند.
انواع گیاهی شامل کوفته لاکی،[۲۱] کوفته شاهی آلو،[۲۲] و کوفته ملای.[۲۳]
- کوبه, غذایی است که از برنج یا بلغور، گوشت خردشده و ادویه‌ها تهیه می‌شود. انواع و تنوع‌های زیادی از کوبه وجود دارد. یکی از معروف‌ترین انواع آن، پوسته‌ای به شکل تورپدو از برگول است که با گوشت خردشده پر شده و سرخ می‌شود. سایر انواع آن می‌توانند پخته، آب‌پز یا حتی خام سرو شوند. آن‌ها ممکن است به شکل توپ، پتی یا تخت شکل داده شوند.[۱۹]
- سمبوسه, یک پاستی کوچک سرخ‌شده یا پخته‌شده است که ممکن است به شکل نیم‌دایره یا مثلث باشد.

### گوشت فرآوری شده
- پاستیرما، گوشت گاو خشک‌شده در معرض هوا که بسیار چاشنی‌دار شده و در غذاهای کشورهای عثمانی سابق استفاده می‌شود.
- سوجوک، سوسیسی خشک و تند است که از بالکان تا خاورمیانه و آسیای مرکزی مصرف می‌شود.

### غذاهای برنجی
برنج دانه‌بلند برنج یکی از مواد اصلی در آشپزی عراقی است. پخت برنج عراقی یک فرایند چند مرحله‌ای است که به منظور تولید دانه‌های نرم و پفکی طراحی شده است. یکی از جنبه‌های برجسته پخت برنج عراقی ته‌دیگ است، که یک لایه زیرین ترد و خوشمزه است. قبل از سرو، هیکاکه به قطعاتی شکسته می‌شود تا هر کسی مقداری از آن را به همراه برنج پفکی دریافت کند.
- دلمه، برگ‌های مو که با مخلوطی از گوشت چرخ‌کرده بره یا گوشت گاو پر می‌شوند و برنج که با مواد مختلف در یک قابلمه پخته می‌شود و آب انار که به‌طور برجسته توسط اهالی شمال عراق به آن اضافه می‌شود تا طعمی بی‌نظیر به آن بدهد.

آشوری‌های عراق ممکن است آن را دلمه یا یاپرخ بنامند که اصطلاح سریانی برای برگ‌های انگور پر شده است.
عراقی‌ها معمولاً دلمه را بدون ماست سرو می‌کنند. اغلب دنده‌های مرغ یا گوشت گاو به قابلمه اضافه می‌شوند و گاهی به جای ماستا یا خلوه با دلمه سرو می‌شوند. دلمه عراقی معمولاً در سس گوجه فرنگی پخته و سرو می‌شود.
دلمه در عراق بسیار محبوب است. در موصل شامل کدو سبز، گوجه فرنگی، پیاز، فلفل، بادمجان و برگ مو می‌شود. آنها گاهی بخارپز می‌شوند.
- بریانی, چندین غذای برنجی که با ادویه‌جات، برنج معمولاً باسماتی و أرز عنبر و گوشت/سبزیجات تهیه می‌شود و به‌طور جمعی در عراق، ایران، افغانستان، پاکستان، بنگلادش، هند و در میان مسلمانان سری‌لانکا محبوب است.
- مطبخ سمک (عربی: مطبق سمک)، ماهی سرخ‌شده که بر روی برنج آب‌پز سرو می‌شود.[۲۴][۲۵]
- پلو, مشابه پلو ایرانی.
- قوزی, یک غذای برنجی که با بره‌ای که به آرامی پخته شده و مغزهای برشته و کشمش سرو می‌شود.
- تیبیت, یک غذای یهودی-عراقی که برای شبات تهیه می‌شود، مرغی که به آرامی پخته شده و با برنج، گوجه‌فرنگی، زردآلوهای خشک و کشمش پر شده و طعم قوی هل دارد.[۲۶]

در عربی عراقی، برنج به نام تممن شناخته می‌شود که نتیجه هم‌گرایی کلمه انگلیسی "ten men" (یک برند برنج هندی باسماتی) است. طبق افسانه، این کلمه پس از جنگ جهانی اول به وجود آمد، زمانی که کشاورزان عراقی از تأمین برنج برای بریتانیایی‌ها برای تغذیه سربازانشان در بصره خودداری کردند. پس از آن، بریتانیایی‌ها "Ten Men" را وارد کردند. به همین ترتیب، وقتی باربران عراقی می‌شنیدند که سربازان بریتانیایی از آن‌ها می‌خواهند کیسه‌های "Ten Men" را حمل کنند، فکر می‌کردند که این به معنای برنج به زبان انگلیسی است. کلمه تممن از آن زمان به واژگان عراقی وارد شده و امروزه عراقی‌ها هنوز از این کلمه برای برنج استفاده می‌کنند.

### ساندویچ‌ها و لقمه‌ها
- شاورما, یک ساندویچ شبیه به wrap به سبک عربی خاورمیانه است[۱۵] که معمولاً از گوشت بره، بز، مرغ، بوقلمون، گوشت گاو یا ترکیبی از گوشت‌ها تهیه می‌شود. شاورما یک غذای محبوب و جزء اصلی فست‌فود در سراسر خاورمیانه و شمال آفریقا است.

### لبنیات
- پنیر بلدی, یک پنیر نرم و سفید که منشأ آن خاورمیانه است و طعمی ملایم اما غنی دارد.
- گیمار, یک محصول لبنی خامه‌ای، مشابه خامه غلیظ، که در بالکان، ترکیه، ایران و آسیای مرکزی تهیه می‌شود. این محصول در شرق از شیر گاومیش و در غرب از شیر گاو تهیه می‌شود.
- جمید, ماست خشک سخت لبنه (ماست تصفیه‌شده) که از شیر گوسفند تهیه می‌شود.
- جبنه عربی, یک پنیر ساده که در سراسر خاورمیانه یافت می‌شود و به ویژه در منطقه خلیج فارس محبوب است. این پنیر با بافتی باز و طعمی ملایم مشابه فتا، اما با نمک کمتر شناخته می‌شود.
- لبنه, ماستی که در یک پارچه یا کیسه کاغذی یا فیلتر، که به‌طور سنتی از موسلین تهیه می‌شود، تصفیه شده است تا آب آن گرفته شود. این فرایند قوامی بین ماست و پنیر ایجاد می‌کند و در عین حال طعم ترش متمایز ماست را حفظ می‌کند.[۱۹]

### نان‌ها و شیرینی‌ها

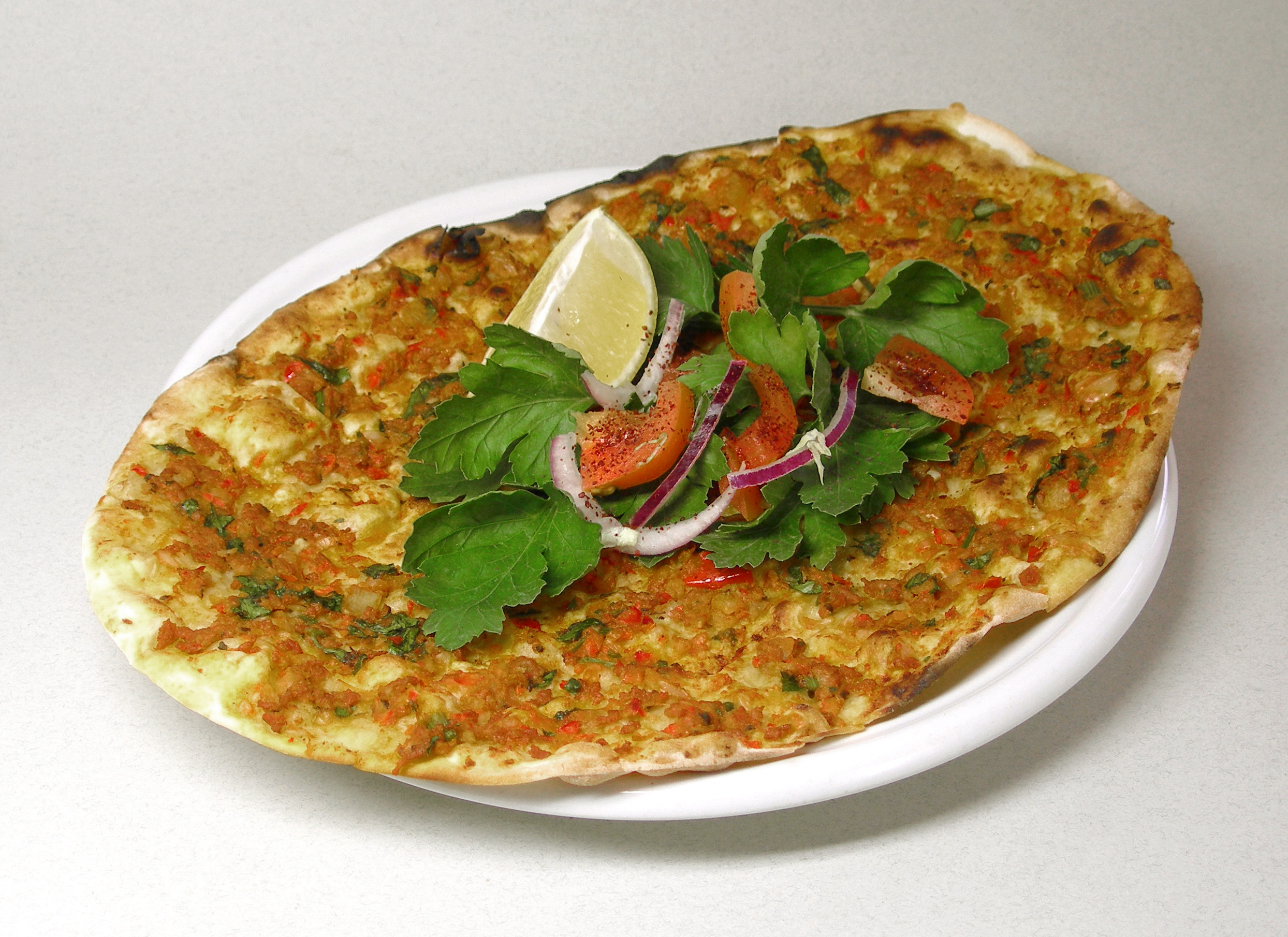
لَم باجین، تزیین شده با جعفری، گوجه فرنگی، پیاز قرمز و یک برش لیمو

- بورک، نوعی شیرینی پخته یا سرخ شده با مغز خمیر. این غذا از یک خمیر نازک و لایه لایه به نام خمیر فیلو (یا خمیر یوفکا) تهیه می‌شود و با پنیر شور (اغلب پنیر فتا)، گوشت چرخ کرده، سیب زمینی یا سایر سبزیجات پر می‌شود.
- کعک، به انواع مختلفی از شیرینی‌های پخته شده در سراسر جهان عرب و خاور نزدیک اشاره دارد.
- کادایف، نوعی شیرینی بسیار نرم شبیه ورمیشل است که برای تهیه شیرینی و دسر استفاده می‌شود.
- کاهی، لایه‌هایی از خمیر نازک فیلو است که معمولاً با اضافه کردن کایماک خامه‌ای و شربت شکر سبک، گرم برای صبحانه مصرف می‌شود. این شیرینی بیشتر در منطقه جنوبی عراق رواج دارد.
- خوبز عراقی، یک نان مسطح عربی است که بخشی از رژیم غذایی محلی بسیاری از کشورهای آسیای غربی است.
- لافا (نان پیتا یا نان عراقی).
- لاهماجون، پیتزای نازکی که با گوشت چرخ‌کرده و سبزیجات معطر پوشانده می‌شود.
- لواش، نوعی نان پهن نرم و نازک.
- ماناکیش، پیتزایی متشکل از خمیر که روی آن با آویشن، پنیر یا گوشت چرخ‌کرده پوشانده شده است.
- مارکوک، نوعی نان مسطح رایج در کشورهای شام. این غذا روی یک صفحه فلزی گنبدی یا محدب به نام ساج پخته می‌شود. معمولاً بزرگ است، حدود ۶۰ سانتی‌متر، نازک و تقریباً شفاف.
- پیتا، خانواده‌ای از نان‌های پهن گرد که با مخمر ور می‌آیند و از آرد گندم پخته می‌شوند.
- سامون، نانی پهن و گرد.[۱۸]
- صفیهه، غذایی شبیه پیتزا که به‌طور سنتی با گوشت چرخ‌کرده گوسفند تهیه می‌شود، برخلاف روش مدرن‌تر افزودن گوشت بره یا گاو در برزیل. آنها پای گوشتی روباز و بدون خمیر رویه هستند.

صفیه‌ها بسیار شبیه دلمه هستند، گوشت چرخ‌کردهٔ بره، کمی ادویه‌دار شده، که در برگ‌های انگور نمک‌سود پیچیده می‌شود.

### چاشنی‌ها، سس‌ها و ادویه‌ها
- آمبا، یک چاشنی ترشی انبه ترش و شیرین از پاکستان و هند. معمولاً به عنوان غذای فرعی و گاهی به عنوان سس ساندویچ مصرف می‌شود.
- بهارات، مخلوطی از ادویه‌ها. مواد تشکیل دهنده معمول شامل فلفل فرنگی، دانه‌های فلفل سیاه، دانه‌های هل، پوست کاسیا، میخک، دانه‌های گشنیز، دانه‌های زیره، جوز هندی، فلفل چیلی قرمز خشک یا پاپریکا است.
- دیبیس، نوعی شربت غلیظ و بسیار شیرین خرما. اغلب با ارده مخلوط می‌شود تا سس غلیظی درست شود.
- جلاب، نوعی شربت محبوب در خاورمیانه که از خرما، شیره انگور و گلاب تهیه می‌شود.
- محلب، ادویه‌ای معطر است که از دانه‌های میوه سنت لوسی (Prunus mahaleb) تهیه می‌شود.
- گلاب (Mayy wared)، که در غذاهای مختلف خاورمیانه‌ای، به ویژه در شیرینی‌ها استفاده می‌شود.
- ارده (تهینه)، خمیری از دانه‌های کنجد آسیاب شده که در آشپزی استفاده می‌شود. ارده خاورمیانه‌ای از دانه‌های پوست‌کنده و کمی برشته‌شده تهیه می‌شود.
- زعتر، ترکیبی از گیاهان و ادویه‌ها که به عنوان چاشنی استفاده می‌شود.

### شیرینی‌ها
اولین دستور پخت کیک شناخته شده به دوران باستان در میان‌رودان برمی‌گردد. این کیک که به‌طور عمده برای مصرف در کاخ یا معبد تهیه می‌گشت، از چربی، پنیر سفید، خرما و کشمش درست می‌شد. دستور پخت دیگری که به دوران سلطنت حمورابی (۱۷۹۲ قبل از میلاد–۱۷۵۰ قبل از میلاد) مربوط می‌شود، شامل مواد اولیه مشابهی است که با اضافه کردن شیره انگور، انجیر و سیب غنی‌تر شده است.
کلوچه‌های سنتی عراقی کلیچه به ریشه‌های qullupu در میان‌رودان برمی‌گردند که شیرینی‌های پر شده با خرما هستند و در فرهای چوبی به نام تنور پخته می‌شوند. در زمان‌های مدرن، انواع دیگر کلوچه‌ها (بیسکیت) و کیک‌ها (کعک) در خانه تهیه می‌شوند که معمولاً با هل یا گلاب طعم‌دار می‌شوند. برخی از انواع شامل خفیفیات به شکل دیس، کلیچه‌ت جوز به شکل نیم‌دایره‌ای که با مغزها تهیه می‌شود و کلیچه‌ت تمر پر شده با خرما هستند.
باقلوا و زلابیا معمولاً در جشن‌های عید فطر که پس از رمضان برگزار می‌شود، ارائه می‌شوند. حلوا (که به‌طور معمول به عنوان لذیذ ترکی شناخته می‌شود) به‌طور سنتی در طول تعطیلات به عنوان هدیه داده می‌شود.

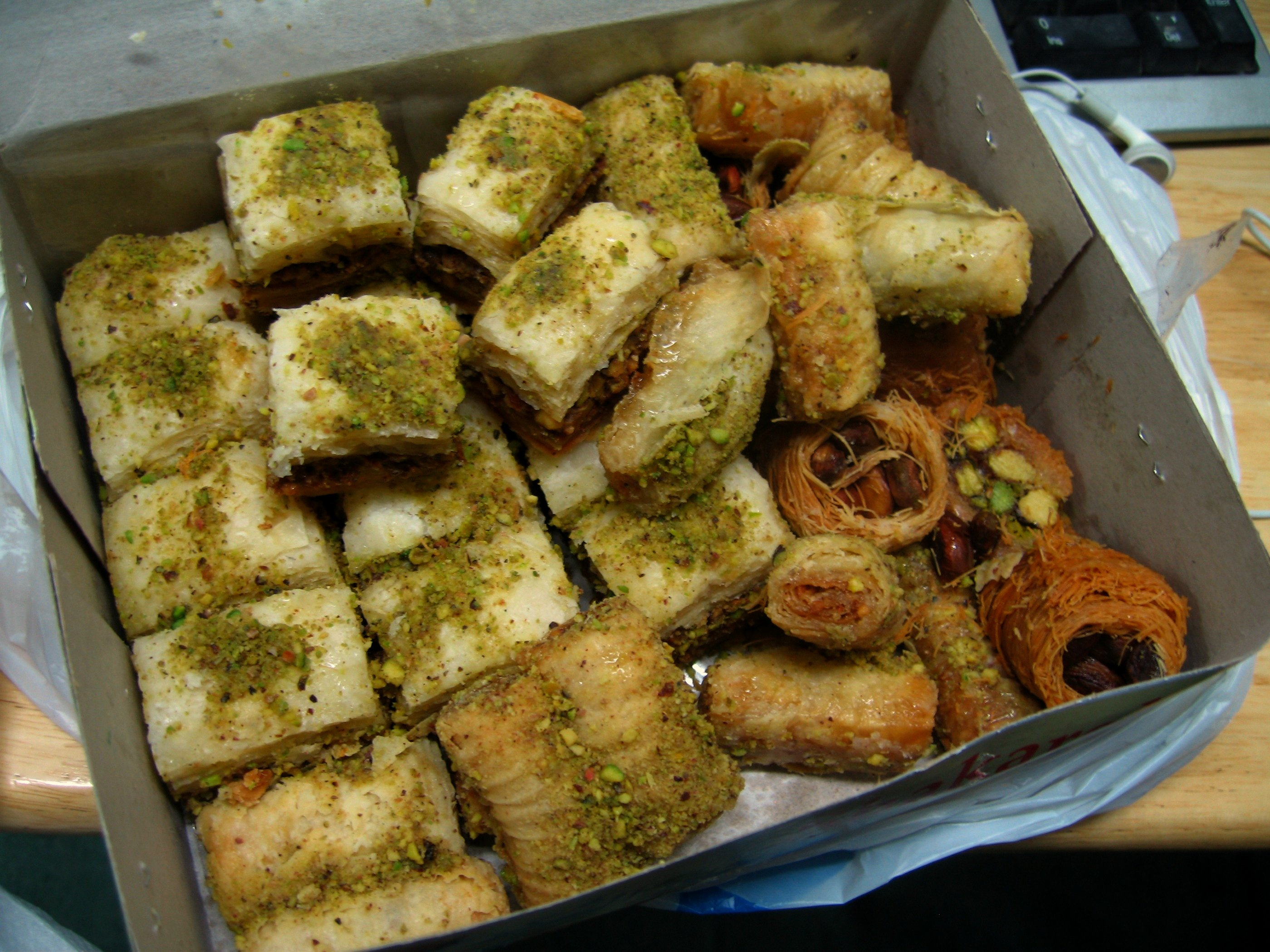
«باقلوا سفید»، آشیانه پرنده و دیگر شیرینی‌های سنتی در عراق

کتاب‌های آشپزی که به دوران خلافت عباسی در قرن‌های ۱۰ تا ۱۳ مربوط می‌شوند، شامل دستورهای پخت صدها دسر هستند. این سنت تا به امروز ادامه دارد، اما دسرهای غنی و شربتی مانند باقلوا معمولاً برای مناسبت‌های خاص یا جشن‌های مذهبی تهیه می‌شوند، زیرا بیشتر وعده‌های غذایی روزانه معمولاً با یک دوره ساده از میوه‌های فصلی، به ویژه خرما، انجیر، خربزه، شلیل، زردآلو، انار، هلو، توت سیاه، انگور یا هندوانه دنبال می‌شوند.
اگرچه به اندازه باقلوا شناخته شده نیست، شیرینی سرخ شده‌ای به نام لاوزیناج که با مصطکی و گلاب طعم‌دار شده است، به ویژه در بغداد امپراتوری بود.
شیرینی‌های به شکل گل که زلابیا نامیده می‌شوند، یک تخصص محلی هستند که بر اساس باورها نام خود را از زریاب، یک موسیقیدان معروف عراقی در خلافت قرطبه گرفته‌اند.
باقلوا و زولبیا از جمله پیشکش‌های معمول در جشن‌های عید فطر پس از ماه رمضان هستند. حلقوم (که معمولاً به عنوان راحت الحلقوم ترکیه شناخته می‌شود) به‌طور سنتی در طول تعطیلات به عنوان هدیه داده می‌شود.
موارد دیگر عبارتند از:
- حلوا، محبوب در بالکان، لهستان، خاورمیانه و دیگر مناطق اطراف دریای مدیترانه. مواد اولیهٔ این شیرینی، کره یا خمیر کنجد (ارده) و شکر، گلوکز یا عسل است.
- کنافه، شیرینی‌ای که با لایه‌هایی از سمولینا، پنیر سفید و شربت قندی که با گلاب پوشانده شده، تهیه می‌شود.
- لوزینا، نوعی شیرینی شبیه به لوکوم ترکی، که از میوه‌های آسیاب‌شده تهیه می‌شود.
- من‌السماء، نوعی شیرینی نوقای ایرانی که خاستگاه آن اصفهان است.
- قطایف، یک دسر عربی مخصوص ماه رمضان مسلمانان، نوعی کرپ شیرین پر شده با پنیر یا آجیل. این غذا به‌طور سنتی توسط فروشندگان خیابانی و همچنین خانوارها در شام تهیه می‌شد و اخیراً به مصر نیز راه یافته است.
- زرده، یک دسر ایرانی. همچنین در مناسبت‌های مذهبی مانند رمضان و عید فطر از آن استفاده می‌شود. این غذا از برنج خیس خورده با غلظتی چسبناک مانند ژله تهیه می‌شود که به آن شکر و رنگ چای زرد اضافه می‌شود و برای تزئین از دارچین، نارگیل و آجیل استفاده می‌شود.

## نوشیدنی‌ها

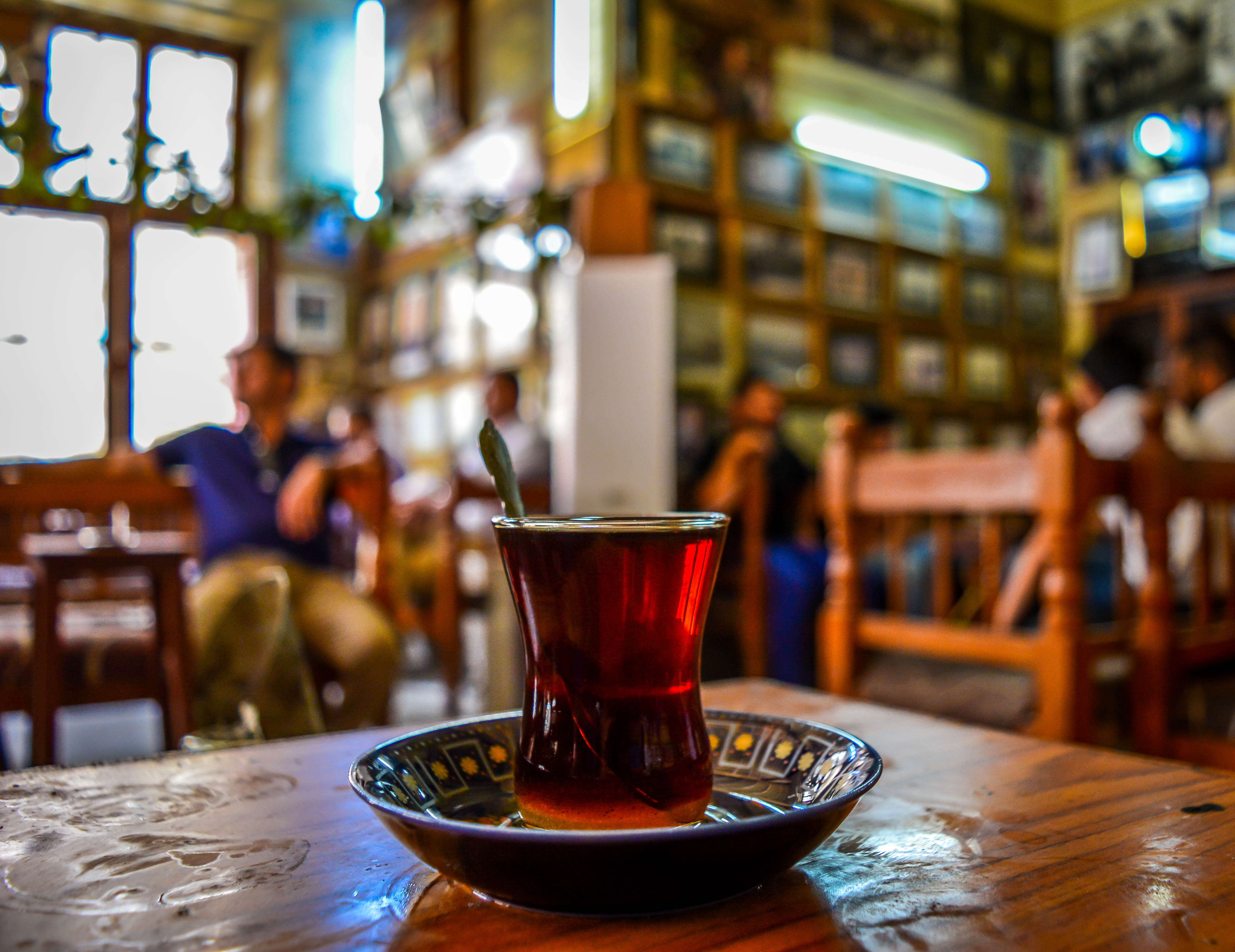
چای عراقی سرو شده در کافه شابندر، بغداد

### نوشیدنی‌های الکلی
در ۲۰ فوریه ۲۰۲۳، قانونی منتشر شد که واردات، تولید و فروش انواع نوشیدنی‌های الکلی را ممنوع می‌کرد و جریمه‌هایی تا ۲۵ میلیون دینار را به دنبال داشت. در حال حاضر اطلاعات بیشتری در مورد اجرای این قانون که در حال حاضر در دست بررسی است، در دسترس نیست.
- اراک، یک نوشیدنی الکلی تقطیری شفاف، بی‌رنگ، بدون شکر و با طعم انیسون. اراک معمولاً به صورت خالص مصرف نمی‌شود، بلکه تقریباً با نسبت ۱⁄۳ ︎ اراک به۲⁄۳ ︎ آب مخلوط و سپس یخ اضافه می‌شود.[۳۱][۳۲]
- آبجو، نوشیدنی‌ای که بیش از ۶۰۰۰ سال پیش در آشور و بابل باستان سرچشمه گرفته است.
- کوسا مسکول، نوشیدنی الکلی که از شیر بز تخمیر شده تهیه می‌شود. این گیاه عمدتاً فقط در منطقه کردستان یافت می‌شود و قدمت آن به دوران باستان برمی‌گردد.

### نوشیدنی‌های غیرالکلی
- قهوه، نوشیدنی‌ای با طعم قوی و تلخ، نوشیدنی محبوب در عراق است.
- شربت، نوشیدنی خنک و شیرینی که از آب میوه یا گلبرگ‌های گل تهیه می‌شود.
- لبن، نوشیدنی سردی از ماست مخلوط با آب سرد، که گاهی کمی نمک یا نعناع خشک به آن اضافه می‌شود.
- چای که به عنوان چای نیز شناخته می‌شود، به‌طور گسترده در طول روز، به خصوص صبح‌ها، بعد از غذا و در محیط‌های اجتماعی مصرف می‌شود. این چای به روش خاصی تهیه می‌شود که شامل جوشاندن چای در آب داغ و سپس قرار دادن آن روی قوری دوم حاوی آب جوش است تا چای دم بکشد.